# Класика
Класика (на латински: classicus – образцов) е произведение, което се счита за образец, пример за подражание в музиката, изобразителните изкуства, архитектурата, кулинарното изкуство или литературата. Класиката е нещо, чиято стойност може само да се увеличи с времето и притежава качества, които са практически вечни. Много често когато се говори за класиците по принцип, обикновено се има предвид древногръцката философия, литература, история и изкуства.
Филми и музика могат да се превърнат в класика, докато предмети на изобразителното изкуство като картини и също така книги по-скоро могат да се превърнат в шедьоври. Понякога класика се нарича нещо старо, което излиза на мода отново и става популярно. Така например в Америка някои коли от 1950-те и 1960-те днес се считат за класика. Също така много от песните на Бийтълс днес се признават за класика.